# Omicron point suscrit
Cette page contient des caractères spéciaux ou non latins. S’ils s’affichent mal (▯, ?, etc.), consultez la page d’aide Unicode.
Omicron point suscrit (capitale: Ο̇, minuscule: ο̇) est une lettre additionnelle grecque, utilisée dans l’alphabet turc karamanli. Il s’agit de la lettre omicron diacritée d’un point suscrit.

## Représentations informatiques
L’omicron point suscrit peut être représente avec les caractères Unicode suivants (grec et copte, diacritiques):
| formes    | représentations | chaînes de caractères | points de code | descriptions                                               |
| --------- | --------------- | --------------------- | -------------- | ---------------------------------------------------------- |
| capitale  | Ο̇               | Ο◌̇                    | U+039E U+0307  | lettre majuscule grecque omicron diacritique point suscrit |
| minuscule | ο̇               | ο◌̇                    | U+03BE U+0307  | lettre minuscule grecque omicron diacritique point suscrit |